# Batalla d'Ilerda

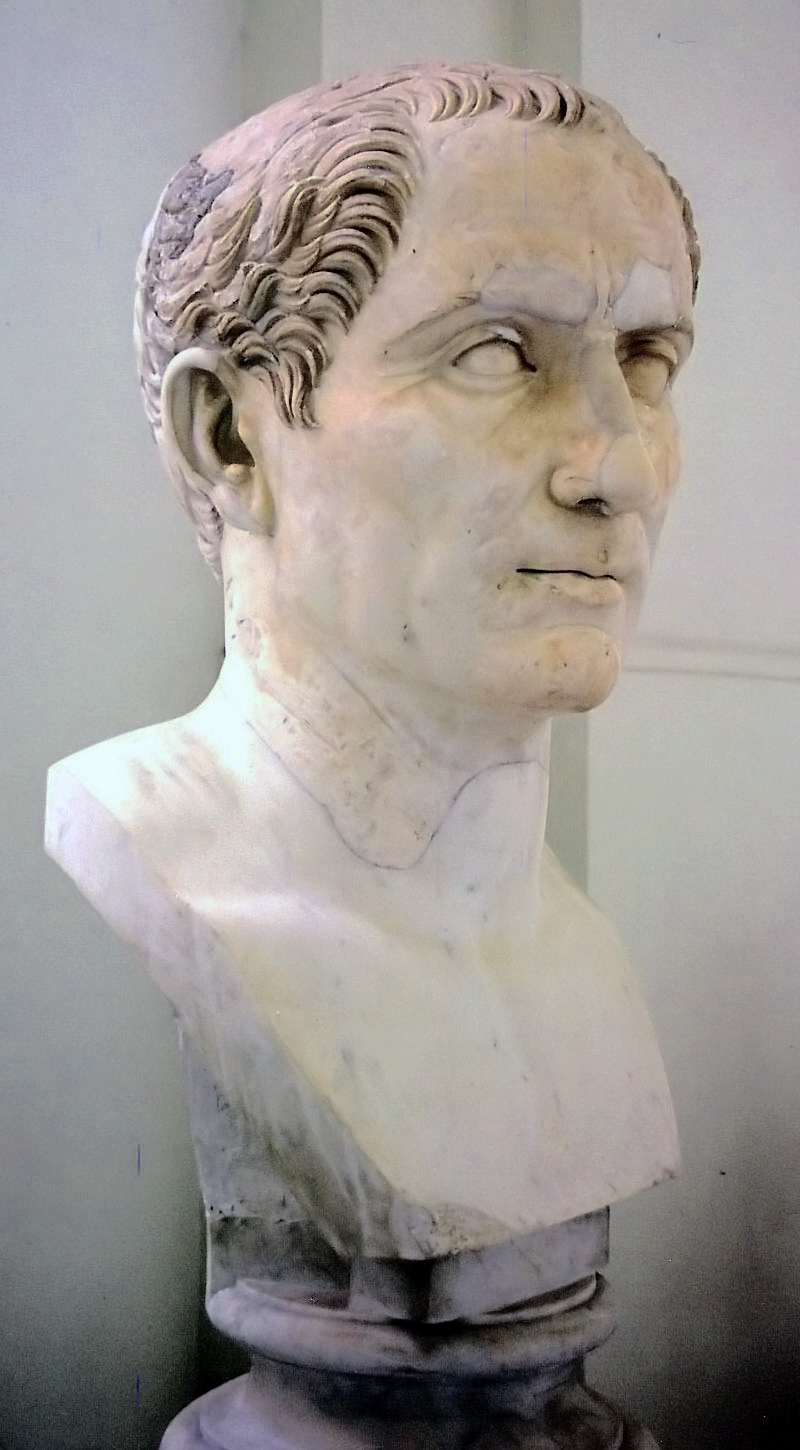
Juli Cèsar

La batalla d'Ilerda és un episodi de la Segona Guerra Civil Romana entre les tropes de Juli Cèsar i Gneu Pompeu que va tenir lloc el 49 aC a la ciutat romana d'Ilerda, actual Lleida.

## Antecedents
Amb la mort de Cras (53aC) els vincles entre els altres dos membres i adversaris que componien el Primer Triumvirat, Pompeu i Cèsar, quedaven de iure i de facto dissolts. Davant la creixent popularitat i poder de Juli Cèsar, el Senat Romà, qui veia aquest general com un potencial dictador amb aspiracions monàrquiques que finiquités la República Romana, va aliar-se en els anys 52-51 aC amb Pompeu, a qui es considerava un mal menor, malgrat ser considerat igualment un enemic de la República. El Senat instigat per Pompeu va obligar Cèsar a transmetre els seus poders al successor designat pel Senat i a dissoldre el seu exèrcit.
Quan Cèsar va assabentar-se del succeït a Roma, va travessar amb les seves tropes el riu Rubicó, límit que marcava el límit entre la Gàl·lia i Itàlia. Pompeu qui no podia fer front a les forces de Cèsar se'n va retirar a la península Balcànica, ja que Cèsar li havia impedit la marxa cap a Hispània, on tenia nombrosos efectius militars. Cèsar conscient de l'amenaça que suposaven les set legions lleials a Pompeu, que hi havia a Hispània, va decidir conquerir-la. En aquestes circumstàncies s'emmarca la Campanya de Lleida.

## Desenvolupament de la batalla
L'episodi cal emmarcar-lo en el context de la segona guerra civil romana encapçalada per Cèsar i Pompeu, que es va iniciar l'any 49 aC, un any abans de tornar Cèsar de la Guerra de les Gàl·lies.
L'any 50 aC, Afrani i Petreu, generals de Pompeu, ocupaven Hispània amb un gran exèrcit. Cèsar, assabentat que Pompeu, des d'Àfrica, es dirigia a Hispània amb les seves legions decideix passar també de la Gàl·lia a la península. El seu lloctinent Fabi acampa a prop d'Ilerda, l'actual Lleida, on Afrani i Petreu tenien el seu campament, i construeix dos ponts sobre el riu Segre. Un cop arriba Cèsar al campament, intenta ocupar un turó que li podria proporcionar una posició avantatjosa sobre els seus enemics.
La tàctica de les guerrilles dels partidaris de Pompeu desorienta les tropes de Cèsar, que estaven acostumades a combatre en formació tancada. Cèsar refa els ànims dels seus i, en una ràpida reacció, obliga els enemics a refugiar-se al costat de les muralles de Lleida. Però els soldats de la novena legió avancen imprudentment i arriben a trobar-se en greu perill. Els soldats de Cèsar mantenen una lluita desigual. Resulta difícil ajudar-los. Després de cinc hores de lluita els soldats de la novena legió ataquen espasa en mà i obliguen als pompeians a replegar-se fins a les muralles de la ciutat.
Després del replegament dels pompeians, i aprofitant el seu desconcert, la cavalleria de Cèsar penetra per entre els dos fronts, amb la qual cosa afavoreix la retirada dels legionaris. Després d'aquesta acció, tots dos contendents pretenen haver quedat victoriosos.
Dos dies després d'aquesta batalla, una tromba d'aigua del riu Segre destrueix els dos ponts dels quals disposaven els cesarians per al seu aprovisionament de blat i farratge.
La situació en el campament de Cèsar es fa molt difícil. Com que la força del riu i l'acció dels enemics, que ocupen posicions favorables, impedeixen la reparació dels ponts destruïts, Cèsar ordena construir unes barques lleugeres, amb les quals, per un indret allunyat del campament, travessa el riu i estableix un cap de pont a l'altra riba. Reconstruït el pont, un afortunat cop d'efecte contra els farratjadors de Pompeu proporciona un bon botí a l'exèrcit de Cèsar. A partir d'aquest moment, la fortuna comença a ser-li favorable.
Ja tenen la iniciativa els cesarians. La situació militar ha canviat, i les tribus dels hispans se separen de l'aliança de Pompeu i busquen la de Cèsar.
Per passar a gual el Segre, Cèsar ordena obrir una sèrie de canals paral·lels a través dels quals es desviï part del cabal del riu. Afrani i Petreu decideixen abandonar les seves posicions i portar la guerra a Celtibèria. La cavalleria de Cèsar passa el riu i entaula combat amb la rereguarda dels pompeians.
Veient els soldats des de les alçades properes al campament que l'enemic se'ls escapava, preguen a Cèsar que els estalviï fatigues i que els doni ocasió de combatre. Cèsar deixa al campament els més febles i amb la resta passa el riu i prepara la batalla.
La situació tenia per tots dos bàndols la mateixa sortida: l'ocupació dels congostos de les muntanyes. Però per als pompeians això significava deixar el campament abandonat a la seva sort; en canvi, per a Cèsar significava l'esperança d'acabar la lluita violentament i sense més vessament de sang.
Aprofitant l'absència d'Afrani i Petreu, els seus soldats estableixen contacte amb els de Cèsar i arriben, fins i tot, a entaular negociacions de pau. En assabentar-se d'això tornen precipitadament els dos cabdills. Petreu amb la seva escorta interromp les converses i dona mort als cesarians que troba en el seu campament.
Els pompeians finalment ofereixen la seva rendició, Cèsar l'accepta i imposa com a única condició la dissolució de l'exèrcit.
La cruesa dels combats i de la climatologia que van haver de patir les legions romanes va ser tan violenta que entre els romans, quan es volia desitjar a algú una circumstància terrible i dificultosa, es deia: Ilerdam videas ("Tant de bo vegis Lleida!").